# HMS 레틀스네이크 (1886년)
HMS 레틀스네이크(HMS Rattlesnake)는 영국해군의 포함이었다. 영국 해군 최초로 3단 팽창엔진을 장착한 함으로, 1885년 나테니얼 바너비에 의해 설계되고 같은 해 라이얼드 브라더스사에서 건조되었다. 1886년 9월 11일 진수되었는데, 선체를 짓는데 든 비용은 £21,425이었고 내부 기계설비에는 £14,000 이 들었다. 레틀스네이크호는 1906년에 잠수함 연습을 위한 표적선이 되었고 1910년 매각되었다.